# Campagne galliche di Valentiniano I
Le campagne galliche di Valentiniano I furono una serie di campagne militari e di operazioni di fortificazione della frontiera del Reno, compiute dall'imperatore romano Valentiniano I tra il 365 e il 374, volte a migliorare le difese della Gallia, minacciata soprattutto dagli Alemanni.

## Campagne

### Anno 365
Gli Imperatori Valentiniano I e Valente, assunto il consolato il primo a Milano e il secondo a Costantinopoli, dovettero fronteggiare due gravi problemi: il primo dovette affrontare l'invasione alemannica della Gallia, il secondo l'usurpazione di Procopio, cugino del precedente Imperatore Giuliano.
Gli Alemanni avevano invaso l'Impero con il seguente pretesto: gli ambasciatori alemanni inviati a corte avevano ricevuto doni di valore inferiore a quello loro dovuto, il quale costituiva un affronto; gli ambasciatori addirittura, presi dall'indignazione, li gettarono a terra, e per tale motivo subirono maltrattamenti dal magister officiorum Ursazio; quando gli ambasciatori alemanni ritornarono nei loro territori e riferirono del maltrattamento subito con considerevoli esagerazioni, essi fornirono ai loro connazionali il pretesto per invadere l'Impero, ovvero vendicare tale affronto.
All'inizio dell'anno 365 gli Alemanni oltrepassarono il Reno e invasero la Gallia in numeri formidabili, devastando i distretti di frontiera. Cariettone, Comes a cui era stata affidata la difesa delle province di Germania I e II, intervenne rapidamente per contrastare l'invasione, coadiuvato dal comes collega Severiano: quest'ultimo aveva sotto il suo comando le legioni Divitensis e Tungricana a Cabillonum (Chalons). Avendo unito le forze, i due generali, dopo aver attraversato un fiume con un ponte, si scontrarono con gli invasori: l'armata romana assalì i barbari a distanza con frecce e altre armi a lunga gittata. Ma quando si passò alle spade, i Romani conobbero una netta disfatta: Severiano, ferito, cadde da cavallo, mentre Cariettone fu ucciso nel corso dello scontro; andarono inoltre perse le insegne delle legioni degli Heruli e dei Batavi, salvo poi essere recuperate in seguito.
La notizia della rivolta di Procopio pervenne all'imperatore d'Occidente Valentiniano I il 1º novembre, lo stesso giorno in cui gli giunse la notizia della disastrosa sconfitta patita dai Romani contro gli Alemanni, mentre si apprestava ad entrare a Parigi. Entrambe le notizie vennero ricevute con enorme preoccupazione, e Valentiniano inviò immediatamente il generale Dagalaifo con un'armata a contrastare l'invasione degli Alemanni, ma non prese misure immediate per reprimere la rivolta di Procopio prima che acquistasse troppo potere. La notizia dell'usurpazione lo aveva infatti gettato in uno stato di grande perplessità e di ansia per le sorti di suo fratello Valente, non sapendo nemmeno se quest'ultimo fosse ancora vivo oppure fosse stata la sua presunta morte a spingere Procopio a usurpare la porpora. Equizio aveva infatti riportato all'Imperatore le circostanze della rivolta in termini molto vaghi, basandosi sulle uniche laconiche informazioni che aveva ottenuto dal tribuno Antonio, al comando dei soldati nella Dacia centrale.  Valentiniano promosse Equizio al rango di magister militum per Illyricum, e decise di dirigersi in Illirico per prevenire che il nuovo ribelle, dopo essersi insignorito della Tracia, invadesse anche la Pannonia. Sembra che egli tenesse bene a mente il caso di Giuliano, il quale, rivoltatosi contro Costanzo II, era avanzato con repentina velocità.
Ma i suoi consiglieri lo trattennero dal partire, implorandolo di non lasciare la Gallia esposta alle incursioni dei barbari che la stavano minacciando, e le loro richieste furono corroborate dall'arrivo di numerose ambascerie da alcune importanti città galliche, che richiedevano protezione contro i barbari. Alla fine, Valentiniano decise di accontentare la maggioranza dei suoi consiglieri, affermando che Procopio era nemico solo suo e di suo fratello Valente, mentre gli Alemanni erano i nemici dell'intero Impero romano, e quindi la precedenza spettava a loro; Valentiniano, pertanto, si risolse ad avanzare verso la frontiera del Reno. Giunto a Reims, Valentiniano, preoccupato per una possibile invasione dell'Africa, inviò Neoterio, che all'epoca era notarius ma che in seguito fu innalzato al rango di console, a difenderla; e con lui inviò, anche Masaucione, protector domesticus, che conosceva bene i luoghi in quanto figlio del precedente comes Africae Crezione, e Gaudenzio, un tribunus degli Scutarii.
Ma Dagalaifo esitò ad affrontare gli Alemanni, con numerosi pretesti: affermava che non era in grado di attaccare i Barbari, che erano dispersi per i numerosi distretti, e a causa della sua inazione fu richiamato subito dopo per ricevere il consolato con Graziano, figlio di Valentiniano I.

### Anno 366
Giovino, assunto come comandante della cavalleria, attaccò nei pressi di Scarponne (Churpeigne) i barbari inaspettatamente, prima che essi stessi avessero il tempo di armarsi, e in breve tempo li annientò. Mentre avanzava lentamente per confrontarsi con altri gruppi di invasori, Giovino apprese dal fedele resoconto dei suoi esploratori che una banda di incursori, dopo aver devastato i villaggi limitrofi, stava riposando sulla riva del fiume. E mentre si avvicinava, Giovino scorse il nemico intento allo svago: alcuni soldati nemici si facevano il bagno, altri si adornavano i capelli, e altri stavano bevendo. Sfruttando questa opportunità favorevole, l'esercito di Giovino fece irruzione nell'accampamento nemico: gli incursori non ebbero nemmeno il tempo di prendere le proprie armi, e furono annientati e messi in fuga. Dopo questa seconda vittoria, Giovino marciò verso Chalons per confrontarsi con un terzo esercito di Alemanni, che questa volta era già pronto alla battaglia e non si fece sorprendere dall'arrivo inaspettato dell'esercito romano: dopo una battaglia aspra combattuta con vigore da entrambi gli schieramenti e protrattasi per un'intera giornata, i Romani ottennero una vittoria, anche se non così netta come le precedenti. Balcobaude, tribuno delle legioni, era fuggito nel corso dello scontro, ma per fortuna il resto delle coorti non seguirono il suo esempio e continuarono a combattere, uccidendo 6 000 soldati nemici e ferendone 4 000, mentre dei Romani 2 000 furono uccisi e 200 feriti. Il nemico aveva approfittato della notte per fuggire, e Giovino, non temendo imboscate, li inseguì sulla pianura aperta: senza trovare nemico alcuno ritornò indietro, apprendendo poi che il re dell'armata nemica era stato preso prigioniero, con alcuni seguaci, dagli Ascarii, un reggimento che egli stesso aveva inviato per un'altra via per saccheggiare gli accampamenti degli Alemanni. Ma il generale, arrabbiato che i soldati avessero impiccato il re nemico, ordinò la punizione del tribuno che si era avventurato in tale atto senza consultare il proprio ufficiale superiore, e lo avrebbe condannato se non avesse appurato con prove manifeste che l'atto atroce era stato commesso per impulso violento dei soldati. Dopo questi successi, ritornò trionfante a Parigi; l'Imperatore gli venne incontro con gioia, e lo premiò nominandolo console per l'anno successivo (367). Nel frattempo, Valentiniano I ricevette un'altra ottima notizia: ricevette la testa dell'usurpatore Procopio, inviatagli dal fratello e collega Valente. Ammiano Marcellino riferisce inoltre che in quell'anno avvennero numerose altre battaglie in Gallia, ma che in ogni caso non ebbero molta importanza e per questo motivo decise di non trattarle, in quanto non portarono a risultati degni di nota.

### Anno 368
Un principe degli Alemanni, Randone, con un corpo di truppe armate alla leggera equipaggiate unicamente per un'incursione a fini di saccheggio, sorprese e devastò Magonza, completamente priva di guarnigione. E poiché la prese di sorpresa nel corso di una festività cristiana, non trovò ostacoli a impadronirsi di una grande moltitudine di prigionieri di entrambi i sessi, nonché di una quantità non piccola di bottino. Nel frattempo re Viticabio, figlio di Vadomario, uomo audace e bellicoso, anche se in apparenza effeminato e di costituzione flebile, manifestava intenzioni ostili contro l'Impero romano. E poiché, dopo molti tentativi, era risultato impossibile sconfiggerlo od ottenere il suo tradimento, i Romani corruppero uno dei suoi servi affinché lo uccidesse; dopo aver eseguito con successo la sua commissione, l'assassino si rifugiò subito in territorio romano. Dopo questi avvenimenti, l'Imperatore Valentiniano I allestì una spedizione a grande scala contro gli Alemanni: un immenso esercito fu allestito, ben rifornito di armi e di rifornimenti, rinforzato dalle legioni illiriche e italiche condotte dal comes Sebastiano. All'inizio della stagione calda, Valentiniano, accompagnato dal figlio Graziano, da poco associato al trono, attraversò il Reno senza trovare resistenza. Diviso l'esercito in quattro divisioni, Valentiniano stesso si pose al comando di quella centrale, mentre Giovino e Severo comandavano le divisioni ai lati, con l'incarico di proteggere l'esercito da ogni eventuale attacco improvviso. Condotto da guide che ben conoscevano le strade, l'esercito avanzò lentamente in un distretto molto vasto: dopo molti giorni di marcia, dopo non aver trovato nessuna resistenza alla loro avanzata, le truppe cominciarono a dare fuoco a tutte le case e i campi di grano che trovavano di fronte, con l'eccezione delle provviste di cui avevano bisogno. Dopo un'ulteriore avanzata, l'Imperatore si fermò nei pressi di Solicinium, essendo stato informato dall'avanguardia che i barbari erano a breve distanza da loro. Dopo aver passato in rassegna le centurie e i manipoli, avanzò egli stesso con una piccola scorta di soldati fidati per passare in ricognizione i piedi della collina, ma finì in un'imboscata nemica e riuscì a stento a fuggire grazie alla sveltezza del cavallo. Tornato dai suoi soldati, diede inizio alla battaglia, che ebbe esito incerto per lungo tempo; alla fine però prevalsero i Romani, che misero il nemico in fuga: la ritirata disorganizzata del nemico si tramutò presto in fuga, e molti dei nemici furono uccisi in un'imboscata tesa loro da Sebastiano, mentre il resto riuscì a trovare riparo nei boschi. I Romani, nel corso dello scontro, non subirono perdite rilevanti. In seguito a questa battaglia, l'esercito ritornò nei propri accampamenti invernali per svernarvi, mentre l'Imperatore fece ritorno a Treviri.

### Anno 369
Valentiniano I cominciò a fortificare l'intera riva del Reno, dalle sorgenti nel Tirolo fino alle foci nell'Oceano, innalzando fortezze e torri in ogni punto strategico, in modo da proteggere l'intera frontiera della Gallia; e, a volte, costruendo opere difensive sull'altro lato del fiume, violò il territorio nemico, provocando anche incidenti diplomatici. Mostrò anche un notevole ingegno: constatando che una fortezza fatta costruire in prossimità del fiume Neckar era destinata ad essere logorata nelle sue fondamenta dalla violenza delle acque del fiume, progettò di deviare il corso del fiume in un altro canale, reclutando sia ingegneri e operai all'altezza del compito, sia una consistente armata a difesa dei lavori. Nonostante alcune difficoltà iniziali, la diligenza dell'Imperatore e l'impegno degli operai e dei soldati prevalse e si riuscì a deviare il corso del fiume. Dopo aver esultato per questo suo successo, l'Imperatore, constatando che il tempo e la particolare stagione dell'anno non gli consentiva di intraprendere nessuna altra occupazione, cominciò a concentrare la sua attenzione agli affari generali dello Stato, e cominciò a tutta velocità a far edificare una fortificazione sull'altra riva del Reno, sul Monte Piri, un luogo che apparteneva ai Barbari. Inviò ordini al dux Aratore, tramite il segretario Siagro, di impadronirsi del monte durante la notte. Il dux attraversò immediatamente il fiume con il segretario, e si stava apprestando ad impiegare i soldati che aveva portato con sé per scavare le fondamenta, quando ricevette un successore, Ermogene. In quello stesso momento giunsero alcuni nobili degli Alemanni, padri degli ostaggi, che, secondo il trattato stretto con i Romani, erano stati consegnati all'Impero come garanzia per il mantenimento della pace. Essi cominciarono a lamentarsi per la fortificazione della fortezza nel loro territorio, ritenendola una violazione dei precedenti trattati. Essendo stati congedati senza esito favorevole, essi ritornarono tra il loro popolo, rimpiangendo la perdita dei loro figli; e quando se ne furono andati, da un luogo segreto sbucarono soldati barbari, che si erano appostati in attesa della risposta data ai nobili alemanni; e, attaccando i soldati, mentre erano intenti ai lavori di fortificazione, li uccisero, e con essi anche i due generali. Solo Siagro riuscì a fuggire e a riferire quello che era successo a corte, ma egli fu destituito dall'Imperatore offeso per il fatto che fosse l'unico ad essere fuggito, e si ritirò a vita privata. Nel frattempo i predoni infestavano la Gallia ai danni di molte persone, occupando le strade più frequentate e impadronendosi di qualunque cosa di valore capitasse loro a tiro. Tra le vittime dei loro attacchi proditori vi fu il tribuno della stalla Costanziano, ucciso in un'imboscata; era parente di Valentiniano, e fratello di Cereale e Giustina.

### Anno 370
Nell'anno del terzo consolato di Valentiniano I e Valente, una vasta moltitudine di Sassoni irruppe in territorio romano, dopo aver attraversato in maniera difficoltosa l'oceano ed essersi diretti verso la frontiera romana con rapide marce. Tentò di contrastarli l'armata del Comes Nanneno, un generale veterano di grande esperienza che era al comando in quel distretto, ma scoprendo che aveva perso parecchi soldati nel corso del primo scontro, e che aveva bisogno di rinforzi, li richiese all'Imperatore; costui gli inviò i rinforzi richiesti, sotto il comando di Severo, comandante della fanteria. Quando i soldati romani si schierarono in battaglia, i Sassoni non si avventurarono nemmeno ad affrontarli, ma, presi dal panico all'apparizione delle insegne e delle aquile, implorarono immediatamente perdono e pace. La questione se concederglielo fu a lungo discussa, con opinioni contrastanti, tra i comandanti romani, ma alla fine fu concessa una tregua, e, dopo aver acconsentito alle condizioni proposte, una delle quali prevedeva che essi avrebbero dovuto fornire giovani reclute all'esercito romano, ai Sassoni fu consentito il ritorno nella loro nazione, ma senza il loro bagaglio. Ma proprio mentre essi erano sulla via del ritorno, parte della fanteria romana li colse in un'imboscata, e il piano avrebbe funzionato con maggiore successo, se alcuni dei soldati non fossero sbucati in modo intempestivo, permettendo ai Sassoni di accorgersi dell'imboscata. La battaglia infuriò ma finì con l'annientamento totale dell'orda dei Sassoni, che non riuscirono a tornare nella loro nazione.
Annientati i Sassoni, Valentiniano volse le sue preoccupazioni sugli Alemanni e sul loro re Macriano. L'Imperatore decise di stringere un'alleanza in funzione antialemanna con la bellicosa nazione dei Burgundi: inviò pertanto delle lettere al re burgundo tramite silenziosi e fedeli messaggeri, sobillandolo ad attaccare gli Alemanni a un dato giorno, e promettendogli che nel giorno concordato per l'attacco agli Alemanni, l'Imperatore avrebbe attraversato il Reno alla testa delle armate romane per dare loro manforte. Le lettere dell'Imperatore furono ricevute dagli Alemanni con gaudio per due ragioni: la prima è che i Burgundi si ritenevano discendenti dei Romani dai tempi antichi; la seconda erano le continue liti con gli Alemanni riguardanti i confini. Mentre l'Imperatore Valentiniano era ancora intento nelle opere di fortificazione, i Burgundi inviarono le loro truppe scelte fino alle rive del Reno. Esse attesero là per qualche tempo, ma quando Valentiniano non si presentò al giorno concordato, constatando che nessuna delle sue promesse erano state mantenute, inviarono ambasciatori all'accampamento dell'Imperatore, richiedendogli il sostegno per il loro ritorno nella loro nazione, in modo da non esporre la loro retroguardia indifesa a un eventuale attacco nemico. Quando percepirono dai sotterfugi e rinvii che la loro richiesta era stata in pratica respinta, ritornarono nei loro accampamenti e i loro re, all'apprendere ciò che era accaduto, furiosi di essere stati raggirati, uccisero tutti i loro prigionieri e fecero ritorno nelle loro terre native. Approfittando di tale occasione, Teodosio, all'epoca comandante della cavalleria, attaccò in Rezia gli Alemanni, uccidendone molti, e inviò tutti i prigionieri di guerra in Italia, dove ricevettero cantoni fertili, e ottennero di poter vivere nella condizione di sudditi dell'Impero sulle rive del Po.

### Anno 371
L'Imperatore Valentiniano I tentò di catturare vivo, o con la forza o proditoriamente, Macriano, re degli Alemanni. L'occasione gli si presentò quando fu informato da disertori che Macriano poteva essere catturato senza difficoltà se avesse seguito le loro istruzioni: l'Imperatore allora attraversò il Reno con un ponte di barche mentre Severo, il comandante della fanteria, condusse l'avanguardia dell'armata verso Wiesbaden; qui Severo si fermò, decidendo di non avanzare ulteriormente, consapevole che aveva forze inadeguate a confrontarsi con le truppe nemiche nel caso le avesse attaccate; inoltre, poiché sospettava che coloro che avevano tentato di vendergli degli schiavi, molto probabilmente si sarebbero recati a tutta velocità presso il loro re per informarlo delle mosse dei Romani, li privò dei loro schiavi e li uccise tutti. I generali romani, incoraggiati dall'arrivo di rinforzi, allestirono un accampamento temporaneo, poiché nessuno degli animali da bagaglio era arrivato, o avessero tende vere e proprie, eccetto l'Imperatore, per il quale fu costruita una vera e propria tenda. Dopo aver passato la notte lì, alla mattina del giorno successivo l'esercito lasciò l'accampamento e procedette in avanti, condotto da guide che conoscevano bene i luoghi. La cavalleria, condotta dal capitano Teodosio, fu inviata in avanguardia. Tuttavia, nonostante i comandi da parte dei generali di mantenere la disciplina, l'esercito non si poté trattenere dal provocare un grande rumore, e a darsi alla rapina e ad atti incendiari. Per questi motivi, le guardie del nemico, notate le fiamme in lontananza provocate dall'avanzata dell'esercito romano, sospettando cosa stesse effettivamente succedendo, trasportarono il loro re a grande velocità nascondendolo nei pressi delle montagne limitrofe. Valentiniano, defraudato dalla gloria di farlo prigioniero, non per colpa sua o dei suoi generali, ma per l'insubordinazione dei suoi soldati, devastò il territorio nemico per cinquanta miglia per poi ritornare inferocito a Treviri. Qui procedette a comandare ai Bucinobanti, che erano una tribù degli Alemanni residenti non molto distante da Magonza, di eleggere Fraomario loro re al posto di Macriano; subito dopo, quando il loro cantone fu devastato, decise di trasferire Fraginario in Britannia, eleggendolo tribuno di un reggimento di guerrieri mercenari alemanni al servizio dell'Impero. Nominò inoltre Biterico e Ortario, anche loro comandanti alemanni, comandanti dell'esercito romano; ma, di questi, Ortario fu accusato da Florenzio, un comandante di stanza nelle province della Germania, di proditori contatti con il nemico, in particolar modo di aver fornito a Macriano importanti segreti riguardanti lo Stato romano; torturato e riconosciuto colpevole, fu poi condannato al rogo.

### Anno 374
Nel 374, anno del consolato di Graziano e di Equizio, Valentiniano I, dopo aver devastato alcuni cantoni degli Alemanni, era intento a far edificare una fortificazione nei pressi di Basilea, nota dai locali come Robur, quando ricevette il resoconto del prefetto Probo, che riferiva in termini allarmanti delle devastazioni compiute dai Barbari nell'Illirico. Dopo aver letto il resoconto con molta attenzione, cercò di accertarsi ulteriormente della veridicità di tale resoconto inviando nell'Illirico il segretario Paterniano. Quando il segretario ritornò confermandogli il resoconto di Probo, decise di intervenire di persona per porre fine ai saccheggi dei Barbari nell'Illirico. Ma poiché si era in prossimità dell'autunno, ed emersero molte difficoltà nella via, tutti i principali cortigiani riuscirono a persuadere l'Imperatore di rinviare la spedizione alla primavera dell'anno successivo: essi asserirono in primo luogo che in inverno le strade sarebbero diventate più difficili da percorrere a causa delle condizioni climatiche sfavorevoli; in secondo luogo, essi rammentarono la minaccia costituita dagli Alemanni di Macriano, nemico formidabile ancora non sottomesso e in grado di approfittare dell'eventuale assenza di truppe romane sulla frontiera del Reno, attaccando le città della Gallia. Valentiniano decise così di neutralizzare la minaccia degli Alemanni per via diplomatica in modo da poter aver via libera per intervenire nell'Illirico: convocò Macriano nei pressi di Magonza, essendo anch'egli disposto a negoziare un trattato di alleanza. Il giorno dell'incontro, Macriano rimase sulla riva opposta del fiume, mentre dall'altra riva del Reno l'Imperatore si imbarcava su alcune imbarcazioni fluviali, circondato da ufficiali militari, avvicinandosi con cautela all'altra riva del fiume. Valentiniano e Macriano strinsero così un'alleanza militare, e l'amicizia tra Romani e Alemanni fu confermata con giuramenti da entrambe le parti. E fu così che Macriano, il re alemanno che così gravi preoccupazioni aveva generato allo Stato romano, si ritirò pacificato, divenendo da nemico alleato dell'Impero; e fino alla fine della sua vita diede prova con la sua condotta nobile della sua fedeltà all'Impero; perì in territorio franco, in quanto, mentre devastava il loro territorio, avanzò con troppa audacia, e cadde in un'imboscata tesagli dal re franco Mallobaude. Dopo la solenne ratifica del trattato di alleanza tra Romani e Alemanni, Valentiniano si ritirò a Treviri per svernarvi.